# Krông Á
Krông Á là một xã thuộc tỉnh Đắk Lắk, Việt Nam.
Xã có diện tích 82,82 km², dân số năm 1999 là 1.869 người, mật độ dân số đạt 23 người/km².